# 옥씨부인전
《옥씨부인전》은 2024년 11월 30일부터 2025년 1월 26일까지 방송된 JTBC 토일 드라마다.

## 기획 의도
이름도 신분도 남편도 모든 것이 가짜였던 외지부 옥태영과 그를 지키기 위해 목숨까지 걸었던 예인 천승휘의 치열한 생존 사기극을 그린 드라마

## 줄거리

### 1회
첫 회는 옥태영 분한 구덕이 죄수들과 함께 의금부로 압송되는 장면으로 시작된다. 백성들의 비난을 들으면서 끌려간 구덕이는 문 앞 광장에 서서 남자로부터 옥필승의 장녀 태영인지 아니면 김낙수의 노비 구덕인지 질문을 받고 과거 구덕이로 장면이 전환된다. 모시는 주인아씨 소혜의 허락 없이 집을 나간 구덕이를 소혜가 화를 내며 찾고 황급히 담을 넘어 집으로 들어간 구덕이는 소혜에게 헛간에서 낮잠을 잤다고 둘러댄다. 구덕은 주인아씨를 위해 글쓰고 수놓는 일을 다한다. 소혜와 경기 관찰사의 장남 송서인간 혼담이 오고가고 구덕이는 도망을 치기 위해 주인 집을 종종 나가 돈을 모으고 아버지 개죽과 탈출시 사용할 신호에 대해 의논한다. 구덕은 과거 아픈 어머니를 생매장하라는 주인의 지시에 큰 앙심을 품고 있다. 구덕은 돈을 벌기 위해 남자로 변장하고 땅콩을 팔다가 저잣거리 공연을 보기 위해 변장한 송서인과 마주친다. 송서인과 구덕이 마음 깊은 이야기를 나누고 송서인은 소혜에게 결혼을 거절하고 병풍 뒤에 숨어 있던 구덕이가 책을 떨어뜨려 소리가 나자 소혜는 송서인과 구덕이가 소혜와 혼담이 오가던 송서인과 정을 통하였다고 의심하고 구덕이를 멍석에 말아 심하게 구타한다. 구덕을 소혜의 아버지 김낙수의 수청을 들도록 하였으나 구덕은 낫으로 김낙수의 얼굴에 상처를 내고 소혜에게 요강을 쏟은 다음 신호를 보내 아버지와 도망친다. 한편 송서인은 자신이 업둥이가 아니고 아버지가 기녀와 사이에 낳은 서자라는 사실을 알게 된다. 아버지와 도망을 치다가 한 주막에 머무르게 되고 구덕에게 부담을 주기 싫던 아버지는 눈속을 향해 사라진다. 구덕은 주막에서 머무르다 지방에 사는 옥태영의 할머니를 만나러 가던 옥필승과 그의 딸 옥태영 일행을 만나고 옥태영 일행은 도적 떼의 습격을 받아 전부 몰살당한다. 죽기 전 옥태영으로부터 대신 살아달라는 유언을 듣고 혼자 살아남은 구덕은 옥태영으로 오해받는다.

### 2회
청수현에 있는 옥태영의 할머니 한씨부인 집에서 깨어난 구덕은 옥태영이 입혀준 비단옷과 가락지로 인해 옥태영으로 오해받는다. 유일한 생존자로 도적 떼 인상을 기억한 구덕은 도적 떼를 체포하는 데 도움을 준다.
차마 거짓을 숨긴 채 살수 없었던 구덕이는 한씨부인에게 진실을 고백하고 진짜 태영의 죽음 소식을 들은 한씨부인은 망연자실한다. 한씨부인은 구덕이에게 왜 그냥 도망치지 않고 사실을 말하냐고 묻자, 구덕이는 자신이 옥태영이 아니라고 말하지 않고 도망가면 계속 걱정하시고 찾으실 것이 분명하여 그러지 않았다고 말하고 현감을 만나 도적 떼의 인상착의를 말하게 해달라고 한다. 한씨부인은 당분간 태영아씨로 지내라고 구덕이에게 이르고 유향소 자모회 부인네들을 골탕먹이는 시문을 써서 보낸 것을 보고 구덕이의 총명함을 알게 된다. 구덕이의 제보로 도적 떼가는 붙잡히고 그날 밤 집을 떠나려던 구덕이를 한씨부인이 붙잡으며 옥태영으로 살아주길 부탁한다. 그후 2년이 흘러 옥태영으로 살아가던 구덕이는 소설을 쓰고 공연을 하던 전기수 천승휘에 대해 알게 되고 그가 공연하는 내용이 구덕이로 있을 때 만났던 송서인 이야기라는 것을 알게 되어 놀란다. 천승휘 공연에서 천승휘가 송서인을 알게 되고 옥태영이 실은 구덕임을 알게되고 천승휘는 옥태영을 해변 집으로 데려가 자신의 생모가 실은 기녀였고 집에서 쫓겨나 천승휘로 새로운 삶을 살고 있다고 말하였다. 그 날밤 구덕이는 싸늘한 주검이 된 막심의 딸 노비 백이를 보게 된다.

## 제작진

### 극본
- 박지숙 : KBS 2TV 4부작 특집 드라마 《도망자 이두용》(집필), KBS 1TV 《HD TV 문학관 - 봄, 봄봄》(집필), KBS 1TV 일일 드라마 《집으로 가는 길》(공동 집필), MBC 수목 드라마 《히어로》(집필), KBS 2TV 《KBS 드라마 스페셜 - 특별수사대 MSS》(집필), KBS 1TV 《HD TV 문학관 - 사랑방 선수와 어머니》(집필), KBS 2TV 《KBS 드라마 스페셜 연작 시리즈 - 강철본색》(집필), MBC 수목 드라마 《내 생애 봄날》(집필), TV조선 토일 드라마 《엉클》(집필) 집필

### 연출
- 진혁 : SBS 주말 특별 기획 드라마 《태양의 남쪽》(연출), SBS 월화 드라마 《2004 인간시장》(연출), SBS 아침 드라마 《여왕의 조건》(연출), SBS 월화 드라마 《독신천하》(연출), SBS 주말 특별 기획 드라마 《푸른 물고기》(연출), SBS 금요 드라마 《비천무》(연출), SBS 수목 드라마 《온에어》(연출), SBS 수목 드라마 《바람의 화원》(연출), SBS 주말 특별 기획 드라마 《찬란한 유산》(연출), SBS 수목 드라마 《검사 프린세스》(연출), SBS 수목 드라마 《시티헌터》(연출), 《추적자 THE CHASER》(연출), SBS 수목 드라마 《주군의 태양》(연출), SBS 월화 드라마 《닥터 이방인》(연출), SBS 수목 드라마 《푸른 바다의 전설》(연출), JTBC 수목 드라마 《시지프스 : the myth》(연출)
- 최보윤

## 등장 인물
- (†) 표시는 드라마 상에서 최종적으로 사망한 인물이다.

### 주요 인물
- 임지연 : 가짜 옥태영 / 구덕이 역 (아역: 여지민) - 노비 부모 사이에서 태어난 찐 노비, 개죽의 딸. 소혜의 몸종. 죽은 규진의 며느리. 윤겸의 아내.
- 추영우 : 송서인 / 천승휘 / 가짜 성윤겸 역 - 병근의 친아들, 차씨부인의 의붓아들. 전기수.
- 추영우 : 성윤겸 역 (†, 1회 ~ 6회, 8회 ~ 9회, 15회 ~ 16회) - 송서인과 같은 얼굴, 다른 느낌! 새로 부임한 청수현 현감 성규진의 맏아들. 도겸의 형. 태영의 남편.
- 김재원 : 성도겸 역 (6회 ~ 16회) (아역: 이경훈, 1회 ~ 6회) - 어렸을 때부터 쭉- 형수님 바라기! 일찍 철이 든 성씨 가문의 둘째 아들. 윤겸의 남동생. 미령의 남편. 태영의 시동생. 죽은 규진의 아들.
- 연우 : 차미령 / 백미령 역 (6회 ~ 16회) - 의창현에서 온 미모의 여인! 그러나 누구에게도 밝힐 수 없는 그녀의 비밀. 도겸의 아내. 송 씨 부인과 백남기의 딸이자 죽은 도광의 누이동생.

### 옥태영 주변 인물
- 김재화 : 막심 역 - 죽은 백이의 모친으로 옥태영 일가의 찬모이자 수노, 도끼의 아내.
- 오대환 : 도끼 역 - 막심의 동무이자 노비 동료, 막심의 남편.
- 홍진기 : 끝동이 역 - 동네 정보통으로 모르는 게 없다, 흠이 있다면 입이 좀 가볍다는 것.
- 윤서아 : 백이 역 (†, 1회 ~ 3회 특별출연) - 태영의 몸종, 막심의 딸.
- 김미숙 : 한 씨 부인 역 (1회 ~ 4회, 15회 특별출연) - 옥씨 가문을 지키고 있는 강하고 현명한 ‘죽은 진짜 옥태영‘의 할머니, 죽은 필승의 어머니.
- 손나은 : 옥태영 역 (†, 1회, 15회 특별출연) - 편견 없고 마음 따뜻한 청나라에서 온 아씨, 한씨 부인의 친손녀. 죽은 필승의 딸.
- 송영규 : 옥필승 역 (†, 1회 특별출연) - 죽은 태영의 아버지, 한씨 부인의 아들.

### 구덕이 주변 인물
- 하율리[6] : 김소혜 역 - 김낙수가 애지중지하는 딸이자 구덕의 아씨, 박준기의 첩. (1회, 3회 ~ 4회, 10회 ~ 16회 특별출연)
- 이서환 : 김낙수 역 (†) - 개죽과 구덕의 주인이자 소혜의 아버지, 청수현에 새로 부임한 현감. (1회, 10회 ~ 14회 특별출연)
- 이상희 : 개죽이 역 - 김낙수 일가의 노비이자 구덕의 아버지 (1회, 15회 ~ 16회 특별출연)
- 김정영 : 끝분이 역 (†, 1회 특별출연) - 홍충도(충청도의 옛이름) 괴산 일각에서 주막을 운영하는 주모, 개죽과 구덕의 도피를 돕는다.

### 송서인 주변 인물
- 이재원 : 쇠똥이(만석) 역 (†, 1회 ~ 15회 특별출연) - 서인의 몸종이자 둘도 없는 친구
- 허준석 : 송병근 역 (†, 1회 ~ 14회) - 경기 관찰사 출신인 서인(승휘)의 친아버지, 차씨 부인의 남편.
- 이진희 : 차 씨 부인 (†, 1회 특별출연) 역 - 송병근의 부인이자 서인(승휘)의 의붓어머니, 병근의 아내.

### 성윤겸 & 성도겸 주변 인물
- 성동일 : 성규진 역 (†, 1회 ~ 5회, 14회) - 청수현의 새 현감이자 윤겸과 도겸의 아버지, 태영과 미령의 시아버지.

### 유향소 인물들
- 윤지혜 : 김 씨 부인 역 - 유향소 이충일 좌수의 부인이자, 자모당 일인자. 덕훈의 어머니. 선희의 시어머니.
- 정수영 : 홍 씨 부인 역 - 유향소 차춘식 대감의 부인이자, 민첩하고 꾀가 많아 머리 회전이 빠른 기회주의자. 선희의 어머니. 덕훈의 장모.
- 전익령 : 송 씨 부인 역 (†) - 청수현 별감 백남기의 부인이자 죽은 도광과 미령의 어머니. 도겸의 장모.
- 김동균 : 이충일 역 - 관아보다 권세가 높았던 유향소의 좌수, 김씨 부인의 남편. 덕훈의 아버지. 선희의 시아버지.
- 윤희석 : 차춘식 역 - 돈 많고 머리는 나쁜 유향소의 대감, 홍씨 부인의 남편. 덕훈의 장인.
- 백승현 : 백남기 역 (†) - 청수현의 별감이자 죽은 도광과 미령의 아버지, 송씨 부인의 남편. 도겸의 장인.
- 최경훈 : 이덕훈 역 - 유향소 이충일 좌수와 김씨 부인의 아들, 선희의 남편.
- 김선빈 : 백도광 역 (†) - 청수현 별감 백남기와 송씨 부인의 아들
- 최다혜 : 차선희 역 - 유향소 차춘식 대감과 홍씨 부인의 딸, 덕훈의 아내.

### 그 외 사람들
- 최정우 : 박준기 역 (†) - 유희춘 병조판서의 손발, 권모술수에 능하고 표리부동하다. 호조판서
- 양준모 : 오달성 역 (†) - 새로 부임한 청수현 현감
- 신승환 : 지동춘 역 (†) - 명주상단의 행수, 박준기에게 충성을 다한다. 거침없고 뻔뻔스러운 언행의 소유자이다.

### 기타 인물
- 김종태 : 허종문 역 - 청수현 전 관찰사이자 안핵어사
- 이정인 : 구덕이의 어머니 역 (†)
- 미상 : 외지부 역
- 이명로 : 돌석이 역 (†)
- 최가인 : 금복 역 - 소혜의 몸종, 꺽쇠의 아내.
- 김주환 : 꺽쇠 역 - 금복의 남편
- 김연지 : 봉순이 역
- 이시온 : 문수 역
- 서수희[7] : 윤해강 역
- 미상 : 예조참판 역
- 윤병희 : 허순 역 - 도박꾼
- 미상 : 종사관 역
- 이승형 : 설랑 역
- 홍비라 : 이씨 부인 역 - 자모회당 일원

### 특별출연
- 태원석 : 구덕이를 위협하는 화적 역 (1회)
- 전국환 : 관찰사 역 (14회)

## 시청률
최저 시청률과 최고 시청률은 시청률 조사회사와 지역별로 시청률에 차이가 있을 수 있습니다.
| 2024년 | 2024년    | 2024년         | 2024년       |
| 회차   | 방송일    | AGB 시청률     | AGB 시청률   |
| 회차   | 방송일    | 대한민국(전국) | 서울(수도권) |
| ------ | --------- | -------------- | ------------ |
| 제1회  | 11월 30일 | 4.206%         | 4.690%       |
| 제2회  | 12월 1일  | 6.813%         | 7.190%       |
| 제3회  | 12월 8일  | 7.786%         | 8.081%       |
| 제4회  | 12월 15일 | 8.496%         | 8.892%       |
| 제5회  | 12월 21일 | 7.863%         | 8.708%       |
| 제6회  | 12월 22일 | 9.124%         | 9.224%       |
| 제7회  | 12월 28일 | 8.077%         | 7.857%       |
| 제8회  | 12월 29일 | 9.457%         | 9.135%       |
| 2025년 |           |                |              |
| 제9회  | 1월 4일   | 10.338%        | 10.597%      |
| 제10회 | 1월 5일   | 11.061%        | 11.849%      |
| 제11회 | 1월 11일  | 7.689%         | 8.321%       |
| 제12회 | 1월 12일  | 9.200%         | 10.226%      |
| 제13회 | 1월 18일  | 8.406%         | 9.132%       |
| 제14회 | 1월 19일  | 9.836%         | 10.758%      |
| 제15회 | 1월 25일  | 10.201%        | 10.869%      |
| 제16회 | 1월 26일  | 13.575%        | 14.030%      |
| 스페셜 | 2월 1일   | 2.144%         | 2.377%       |

## 결방 및 편성 변경
- 2024년 12월 7일 : 윤석열 대통령 계엄령에 따른 결방.
- 2024년 12월 14일 : 윤석열 대통령 탄핵안 재표결로 인해 결방.

## 수상 목록
- 2025년 제61회 백상예술대상 방송부문 남자 신인연기상 (추영우)
- 2025년 2025 아시아 스타 엔터테이너 어워즈 글로벌 라이징 아티스트상 (추영우)
- 2025년 2025 아시아 스타 엔터테이너 어워즈 배우 부문 더 베스트 아티스트상 (추영우)

## 참고 사항
- 한국 콘텐츠진흥원 2023년 방송영상콘텐츠 기획안 공모와 2024년 방송영상콘텐츠 제작지원 사업 선정작이다.
- 이 작품은 1542년 발루아 왕조 통치 하의 프랑스에서 벌어진 실화를 바탕으로 프랑스 판사 쟝 드 코라스가 기록한《마르탱 게르의 귀향》과 임진왜란 직후인 1607년 선조 때 일어난 가짜 남편 사건을 모티브로 조선의 문인이자 정치가였던 백사 이항복이 쓴 소설《유연전》을 재해석했다.
- 극중 대사에서 임금이 반정으로 즉위했다는 언급으로 미루어보아, 인조 재위 시기를 시대적 배경으로 설정한 것으로 보인다.
- 임지연, 추영우, 전익령은 JTBC 드라마에 첫 출연하는 작품이다.
- 진혁 PD와, 김미숙, 백승현, 최정우는 2009년에 방송된 SBS 주말 특별기획 드라마 《찬란한 유산》 이후로 15년만에 다시 한번 더 호흡을 맞추는 작품의 계기가 되었다.
- 진혁 PD와 최정우는 《찬란한 유산》과 《검사 프린세스》, 《시티헌터》, 《주군의 태양》, 《닥터 이방인》, 《푸른 바다의 전설》그리고 《시지프스 : the myth》에 이어서 8번째 호흡을 맞추는 작품의 계기가 되었다.
- 김재원은 2023년에 방송된 JTBC 주말드라마 《킹더랜드》 이후로 1년만에 JTBC 드라마에 출연한다.
- 연우는 2021년에 방송된 《라이브온》 이후로 3년만에 JTBC 드라마에 출연한다.
- 손나은은 《대행사》, 《가족X멜로》에 이어서 3연속으로 JTBC 토일 드라마에 출연한다.
- 김정영은 tvN 토일 드라마 《사랑은 외나무다리에서》와 동시에 출연한다.
- 천승휘(송서인)와 성윤겸이 마주치는 장면에서는 배우 추영우의 실제 동생인 차정우[8]가 상대편 대역으로 촬영하기도 하였다.
- 홍진기와 하율리는 〈홍천기〉 이후로 재회한다.

## OST
- Part.1 윈터 - 헌정연서 (2024.12.01 발매)
- Part.2 에일리 - 단심가 (2024.12.15 발매)
- Part.3 리아, 추영우 - 우리 다시 헤어지는 일은 없기로 해요 (2024.12.22 발매)
- Part.4 대니 구 - THE TALE OF LADY OK (2024.12.29 발매)
- Part.5 범진 - 사랑이라는 이유 (2025.01.12 발매)
- Part.6 추영우 - 컴필레이션 (2025.01.26 발매)

## 같이 보기
- 대한민국의 텔레비전 드라마 목록 (ㅇ)
- 2024년 대한민국의 텔레비전 드라마 목록